# Atripleces

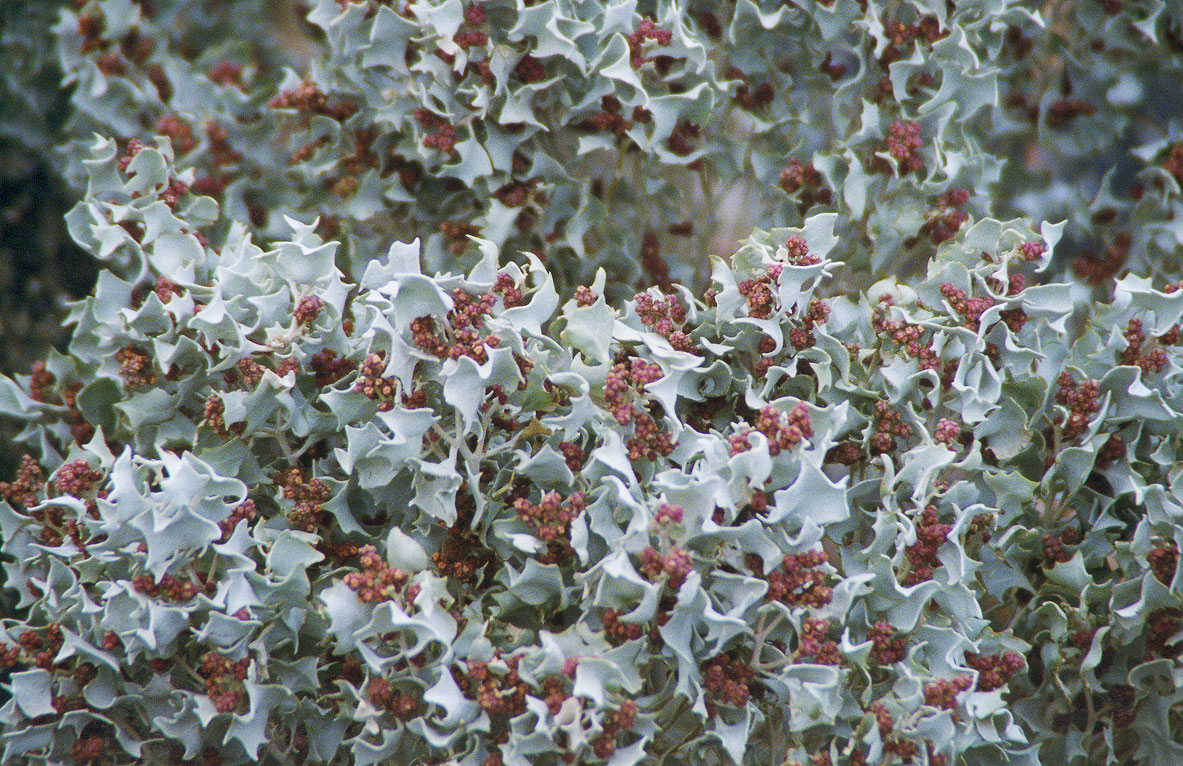
Atriplex

Atripleces, na classificação taxonômica de Jussieu (1789), é uma ordem botânica da classe Dicotyledones, Monoclinae (flores hermafroditas ), Apetalae ( não tem corola), com estames perigínicos ( quando os estames se inserem à volta do nível do ovário).
Apresenta os seguintes gêneros:
- Phytolacca, Rivinia, Salvadora, Bosea, Petiveria, Polycnemum, Camphorosma, Galenia, Basella, Anredera, Anabasis, Caroxylum, Salsola, Spinacia, Acnida, Beta, Chenopodium, Atriplex, Crucita, Axyris, Blitum, Ceratocarpus, Salicornia, Coryspermum.